# Zijin (köpinghuvudort i Kina, Hubei Sheng, lat 32,13, long 111,31)
Zijin (kinesiska: 紫金, 紫金镇) är en köpinghuvudort i Kina. Den ligger i provinsen Hubei, i den centrala delen av landet, omkring 330 kilometer nordväst om provinshuvudstaden Wuhan. Antalet invånare är 17 527. Befolkningen består av 8 090 kvinnor och 9 437 män. Barn under 15 år utgör 13,0 %, vuxna 15-64 år 74 %, och äldre över 65 år 12,0 %.
Runt Zijin är det ganska tätbefolkat, med 214 invånare per kvadratkilometer. Närmaste större samhälle är Wushan, 19,8 km norr om Zijin. I omgivningarna runt Zijin växer i huvudsak blandskog.
Genomsnittlig årsnederbörd är 980 millimeter. Den regnigaste månaden är augusti, med i genomsnitt 203 mm nederbörd, och den torraste är januari, med 9 mm nederbörd.